# Mercedes-Benz Citaro
Mercedes-Benz Citaro (O530) je mestni avtobus proizvajalca Mercedes-Benz. Prva generacija je bila v proizvodnji med letoma 1997 in 2006 (€2 & €3). Druga generacija (Facelift) pa med letoma 2007 in 2013. Aktualna generacija (Citaro C2) je model leta 2013. Mercedes-Benz izdeluje verzije z dolžino 10,5 m (Citaro K), 12 m, zgibno verzijo (Citaro G) in 2 dolge verzije (CapaCity) (20 in 21 m.).
Citaro O530 od leta 1984 nadomešča O405.